# Отровна пухара
  је отровна гљива породице Sclerodermataceae. Плодиште је жућкасто до бледо, овално до округласто, промера 3-10 cm, прекривено грубим, смеђим љускицама, кожица је дебела 2-3 мм. У основи је кратки стручак, овојница је дебела 2-3 мм, касније испуца на врху плодишта и ослободи споре. Глеба (унутрашњи део гљиве) је у раној младости тврда и бијела, касније постане тамно љубичаста и неугодно оштро заудара. Споре су округласте, бодљасте, отрусина је смеђа.

## Станиште
Расте у скупинама крајем лета на песковитом тлу у листопадним и мешаним шумама, на ливадама и пашњацима, у парковима.

## Етимологија
Латински назив рода Scleroderma потиче од грчких речи skleros (тврд) и derma (кожа). Име врсте citrinum долази од латинске речи citrum (лимун), због жућкасте боје. На страним језицима називи су (енгл. common earthball, pigskin poison puffball, common earth ball),,, (словен. navadna trdokožnica).

## Употреба
Отровна је гљива, узрокује тегобе варења.
- Сликано у Нишу
- Сликано у Нишу
- Сликано у Нишу